# Lies of P
Lies of P é um RPG de ação desenvolvido pela Round8 Studio e publicado pela Neowiz Games, inspirado no romance de Carlo Collodi: As Aventuras de Pinóquio. Lançado para Microsoft Windows, Xbox One, Xbox Series X/S, macOS, PlayStation 4 e PlayStation 5 em 2023.

## Sistema do jogo
Lies of P é um RPG de ação jogado em terceira pessoa. o jogador controla o humanóide Pinóquio e viaja a pé pela cidade de Krat, explorando o ambiente e lutando contra vários inimigos biomecânicos. O jogador utiliza um arsenal de armas como espada e machado contra seus inimigos e pode se esquivar e bloquear seus golpes. Pinóquio tem um braço mecânico que pode ser equipado com dispositivos como um gancho para atrair inimigos ou um lança-chamas. O sistema de craft permite criar novas armas através da combinação de tipos já existentes. O jogador também tem a opção de substituir as partes do corpo de Pinóquio, desbloqueando novas habilidades. As decisões que o jogador toma durante certas passagens afetam o curso dos eventos.

## Sinopse
Lies of P, inspirado no romance de Carlo Collodi As Aventuras de Pinóquio, conta a história do fantoche humanóide Pinóquio, que acorda em uma estação de trem abandonada na cidade de Krat, envolto no caos e na loucura. Pinóquio deve encontrar seu criador, o mestre Gepeto, e superar a calamidade que se abateu sobre a cidade, tentando se tornar um homem.

## Desenvolvimento e lançamento
Lies of P foi desenvolvido pelo Round8 Studio sob a direção de Chiwon Choi. O jogo usa o motor de jogo Unreal Engine 4. A cidade de Krat, que é o cenário principal do jogo, foi inspirada na era negra da Belle Époque e é "a personificação de uma cidade arruinada e desprovida de prosperidade. O número total de desenvolvedores trabalhando no jogo é de mais de 60 pessoas.
Em entrevista ao IGN, o diretor do jogo disse que queria tornar o jogo menos infantil e voltado para um público mais maduro, "A Disney tornou Pinóquio um pouco infantil, mas se você olhar a história original, é bastante escuro e destinado a adultos."
Lies of P foi anunciado em 19 de maio de 2021. Em novembro, um vídeo mostrando a versão alfa da jogabilidade foi lançado. Durante a Gamescom 2022, o jogo foi exibido novamente, revelando um trailer de gameplay e o anúncio de seu lançamento no Xbox Game Pass no dia de seu lançamento. Durante um novo trailer em fevereiro de 2022 para o IGN Fan Fest, o jogo foi anunciado para ser lançado no mês de agosto de 2023.
O jogo foi lançado para macOS, Microsoft Windows, PlayStation 4, PlayStation 5, Xbox One e Xbox Series X/S.

## Prêmios/Honra
O jogo ganhou os prêmios de "Melhor Jogo de Ação e Aventura", "Mais Procurado Sony PlayStation" e "Melhor Jogo de RPG" no Gamescom 2022 Awards.
| Ano  | Cerimônia                                       | Categoria                   | Resultado      | Referência |
| ---- | ----------------------------------------------- | --------------------------- | -------------- | ---------- |
| 2023 | Golden Joystick Awards                          | Best Visual Design          | Indicado       | [ 16 ]     |
| 2023 | The Game Awards 2023                            | Best Art Direction          | Indicado       | [ 17 ]     |
| 2023 | The Game Awards 2023                            | Best Role Playing Game      | Indicado       | [ 17 ]     |
| 2024 | Steam Awards                                    | Outstanding Story-Rich Game | Indicado       | [ 18 ]     |
| 2024 | 24º Prêmio Escolha dos Desenvolvedores de Jogos | Best Visual Art             | Menção Honrosa | [ 19 ]     |